# World, Hold On (Children of the Sky)
World, Hold On is een nummer van de Franse dj Bob Sinclar, ingezongen door de Britse zanger Steve Edwards. Het is de tweede single van Sinclars album Western Dream uit 2006. Op 17 april dat jaar werd het nummer op single uitgebracht.

## Achtergrond
De single werd in Europa een grote zomerhit en bereikte de 2e positie in Sinclars thuisland Frankrijk. In Polen, Roemenië en Hongarije werd de nummer 1-positie behaald. In Ierland werd de 9e positie behaald, Australië de 19e, de VS de nummer 2-positie in de "Billboard Dance Club Songs", Duitsland de 19e en in zanger Steve Edwards' thuisland het Verenigd Koninkrijk werd de 10e positie bereikt in de UK Singles Chart.
In Nederland werd de single veel gedraaid op de landelijke radiozenders en werd een hit. De single bereikte de 5e positie in de Nederlandse Top 40 en Dancesmash op destijds Radio 538 en in de publieke hitlijst, de Mega Top 50 op NPO 3FM, de 6e positie. In de Single Top 100 werd de 8e positie bereikt.
In België bereikte de single de 3e positie in zowel de Vlaamse Ultratop 50 als de Vlaamse Radio 2 Top 30 en de Waalse hitlijst.